# Liste des paroisses civiles du Cheshire

Localisation du comté de Cheshire en Angleterre.

Voici la liste des paroisses civiles du comté cérémoniel du Cheshire, en Angleterre.

## Liste des paroisses civiles par district

### Cheshire East

Carte du borough de Cheshire East.

Le borough est entièrement découpé en paroisses, à l'exception de l'ancien borough municipal de Macclesfield et de l'ancien district urbain de Wilmslow.
- Acton
- Adlington
- Agden
- Alderley Edge
- Alpraham
- Alsager (ville)
- Arclid
- Ashley
- Aston by Budworth
- Aston juxta Mondrum
- Audlem
- Austerson
- Baddiley
- Baddington
- Barthomley
- Basford
- Batherton
- Betchton
- Bexton
- Bickerton
- Blakenhall
- Bollington (ville)
- Bosley
- Bradwall
- Brereton
- Bridgemere
- Brindley
- Broomhall
- Buerton
- Bulkeley
- Bunbury
- Burland
- Calveley
- Checkley cum Wrinehill
- Chelford
- Cholmondeley
- Cholmondeston
- Chorley (près de Nantwich)
- Chorley (près d'Alderley Edge)
- Chorlton
- Church Lawton
- Church Minshull
- Congleton (ville)
- Coole Pilate
- Cranage
- Crewe (ville)
- Crewe Green
- Disley
- Dodcott cum Wilkesley
- Doddington
- Eaton
- Edleston
- Egerton
- Faddiley
- Gawsworth
- Goostrey
- Great Warford
- Hankelow
- Haslington
- Hassall
- Hatherton
- Haughton
- Henbury
- Henhull
- High Legh
- Higher Hurdsfield
- Holmes Chapel
- Hough
- Hulme Walfield
- Hunsterson
- Hurleston
- Kettleshulme
- Knutsford (ville)
- Lea
- Leighton
- Little Bollington
- Little Warford
- Lower Withington
- Lyme Handley
- Macclesfield (ville)
- Macclesfield Forest and Wildboarclough
- Marbury cum Quoisley
- Marthall
- Marton
- Mere
- Middlewich (ville)
- Millington
- Minshull Vernon
- Mobberley
- Moreton cum Alcumlow
- Moston
- Mottram St. Andrew
- Nantwich (ville)
- Nether Alderley
- Newbold Astbury
- Newhall
- Norbury
- North Rode
- Odd Rode
- Ollerton
- Over Alderley
- Peckforton
- Peover Inferior
- Peover Superior
- Pickmere
- Plumley
- Poole
- Pott Shrigley
- Poynton-with-Worth (ville)
- Prestbury
- Rainow
- Ridley
- Rope
- Rostherne
- Sandbach (ville)
- Shavington cum Gresty
- Siddington
- Smallwood
- Snelson
- Somerford Booths
- Somerford
- Sound
- Spurstow
- Stapeley
- Stoke
- Sutton
- Swettenham
- Tabley Inferior
- Tabley Superior
- Tatton
- Toft
- Twemlow
- Walgherton
- Wardle
- Warmingham
- Weston
- Wettenhall
- Willaston
- Wilmslow (ville)
- Wincle
- Wirswall
- Wistaston
- Woolstanwood
- Worleston
- Wrenbury cum Frith
- Wybunbury

### Cheshire West and Chester

Carte du borough de Cheshire West and Chester.

Le borough est entièrement découpé en paroisses, à l'exception de l'ancien borough de comté de Chester et de certaines parties de l'ancien borough municipal d'Ellesmere Port et de l'ancien district urbain de Neston.
- Acton Bridge
- Agden
- Aldersey
- Aldford and Saighton
- Allostock
- Alvanley
- Anderton with Marbury
- Antrobus
- Ashton Hayes and Horton-cum-Peel
- Aston
- Bache
- Backford
- Barnton
- Barrow
- Barton
- Beeston
- Bostock
- Broxton
- Burwardsley
- Byley
- Capenhurst
- Carden
- Chester Castle
- Chidlow
- Chorlton
- Chowley
- Christleton
- Churton
- Clotton Hoofield
- Clutton
- Coddington
- Comberbach
- Croughton
- Crowton
- Cuddington
- Cuddington
- Darnhall
- Davenham
- Delamere and Oakmere
- Dodleston
- Duckington
- Duddon and Burton
- Dunham-on-the-Hill and Hapsford
- Dutton
- Eaton and Eccleston
- Elton
- Farndon
- Frodsham (ville)
- Golborne David
- Great Boughton
- Great Budworth
- Guilden Sutton
- Handley
- Hargrave and Huxley
- Hartford
- Harthill
- Helsby
- Huntington
- Ince
- Kelsall
- Kingsley
- Kingsmead
- Lach Dennis
- Lea-by-Backford
- Ledsham
- Little Budworth
- Little Leigh
- Little Stanney
- Littleton
- Lostock Gralam
- Malpas
- Manley
- Marston
- Mickle Trafford and District
- Mollington
- Moston
- Mouldsworth
- Moulton
- Neston (ville)
- Nether Peover
- No Man's Heath and District
- Norley
- Northwich (ville)
- Poulton and Pulford
- Puddington
- Rowton
- Rudheath
- Rushton
- Saughall and Shotwick Park
- Shocklach Oviatt and District
- Sproston
- Stanthorne and Wimboldsley
- Stoak
- Stretton
- Sutton Weaver
- Tarporley
- Tarvin
- Tattenhall and District
- Thornton-le-Moors
- Threapwood
- Tilston
- Tiverton and Tilstone Fearnall
- Tushingham-cum-Grindley, Macefen and Bradley
- Upton-by-Chester
- Utkinton and Cotebrook
- Waverton
- Weaverham
- Wervin
- Whitegate and Marton
- Whitley
- Wigland
- Willington
- Wincham
- Winsford (ville)

### Halton

Carte du district de Halton.

Le district est entièrement découpé en paroisses, à l'exception de certaines parties de l'ancien district urbain de Runcorn et de l'ancien borough municipal de Widnes.
- Daresbury
- Hale
- Halebank
- Moore
- Preston Brook
- Sandymoor

### Warrington

Carte de l'autorité unitaire de Warrington.

L'autorité unitaire est entièrement découpée en paroisses, à l'exception de l'ancien borough de comté de Warrington.
- Appleton
- Birchwood (ville)
- Burtonwood and Westbrook
- Croft
- Cuerdley
- Culcheath and Glazebury
- Grappenhall and Thelwall
- Great Sankey
- Hatton
- Lymm
- Penketh
- Poulton-with-Fearnhead
- Rixton-with-Glazebrook
- Stockton Heath
- Stretton
- Walton
- Winwick
- Woolston